# Віталій (Борисов-Жегачев)
Архієпископ Віталій (в миру Василь Борисов-Жегачев; 1779, Калузька губернія — 23 січня (4 лютого) 1841, Астрахань) — єпископ Російської православної церкви, архієпископ Астраханський і Єнотаєвський.

## Біографія
Навчався в Калузькому духовному училищі, потім в Калузькій духовній семінарії. Закінчив Московську духовну академію, після чого слухав лекції в університеті.
Після закінчення курсу, був вчителем у Калузької семінарії.
В 1812 році прийняв чернецтво і через два місяці був возведений в сан архімандрита Троїцького Перемишльського Лютикова монастиря.
У 1816 призначений інспектором Калузької духовної семінарії.
З 1818 — ректор Тифліської духовної семінарії.
З 1819 — архімандрит Лубенського Мгарського Спасо-Преображенського монастиря і ректор Полтавської духовної семінарії.
28 лютого 1826 хіротонізований на єпископа Слобідсько-Української та Харківського.
З 12 березня 1832 — архієпископ Астраханський і Єнотаєвський.
Помер 23 січня 1841 року «від гемороїдальної хвороби».